# Meniskus
Ta članek opisuje pojav v kapljevinah.
Za drugo uporabo glej meniskus (anatomija) in meniskus (optika).
Meniskus (iz grške besede za polmesec) je v fiziki izraz za ukrivljeno gladino kapljevine, v ozki posodi, ki je posledica kohezivnih sil in površinske napetosti. Gladina večine kapljevin je na robu posode višja kot na sredini (gledano od spodaj, je površina vbočena - konkavna), le izjemoma (npr. živo srebro) je površina kapljevine na sredi višja kot na robovih (gledano od spodaj izbočena ali konveksna).